# ثقافة فرعية
في علم الاجتماع وعلم الإنسان، تشير الجماعة الفرعيّة أو الثقافة الثانوية أو الفرعية أو الخاصة إلى مجموعة من الناس أو شريحة اجتماعية معينة تختلف في وجهة معينة عن ثقافة أكبر هي جزء منها، وقد يكون الاختلاف متعلق بنمط الحياة والمعتقدات أو التخصص في أحد مجالات المعرفة أو طريقة رؤية العالم.
الثقافة الفرعية يمكن أن تجمع بين مجموعات من الناس ذات خصائص مماثلة، مثل العمر والعرق والطبقة الاجتماعية أو الدين أو المعتقدات السياسية. كل ثقافة فرعية معينة تعكس المعارف والممارسات أو التفضيلات —الجمالية أو الدينية، أو السياسية أو الجنسية أو غير ذلك — وتعرف في بعض الأحيان بطبقة اجتماعية أو أقلية— لغوية و/أو عرقية و/أو سياسية و/أو دينية — أو منظمة اجتماعية. إن التعريف الوارد للفرعية في كثير من الأحيان هو معارضة لقيم الثقافة الأكبر التي وكأنهم فيها منغمسون، ولكن على هذا لم يكن هناك اتفاق بين علماء الاجتماع.
من النادر أن يطلق على أعضاء وظيفة معينة تسمية «ثقافة فرعية» أو «فئة فرعية». وقد ينطبق تعبير الفئة الفرعية على بعض المهن التي تتطلب الانتقال من مكان إلى مكان مثل البحارة أو الدبلماسييين أو المبشرين، بحكم انتمائهم إلى شعوبهم من جهة، ويختلفون عن الأغلبية في بعض التفضيلات التي اكتسبوها في الغربة.
وفي عصر الحاسوب ظهرت فئة من المبرمجين المتمكنين تسمى هكر تنتمي إلى الفئة الكبيرة للمبرمجين، وتعودت وسائل الإعلام على إنساب هذه التسمية إلى المفسدين الذين يقومون بأعمال تخريب في الإنترنت والذين يسميهم البعض قراصنة الحاسوب.
كما أنه يمكن القول بأن الفئة الارستقراطية في مجتمع تنتمي إلى «ثقافة فرعية» حيث أن لهم عادات وتفضيلات تختلف بعض الشيء عن الطابع العام.